# کاپیتولاسیون (تسلیم)
کاپیتولاسیون (به انگلیسی: Capitulation) توافق در زمان جنگ برای تسلیم شدن به یک نیروی مسلح خصمانه از یک بدن خاص از سربازان، یک شهر یا یک سرزمین است.